# Orphnaecus philippinus
Orphnaecus philippinus là một loài nhện trong họ Theraphosidae. Loài này đặc hữu của Philippines.

## Hình ảnh

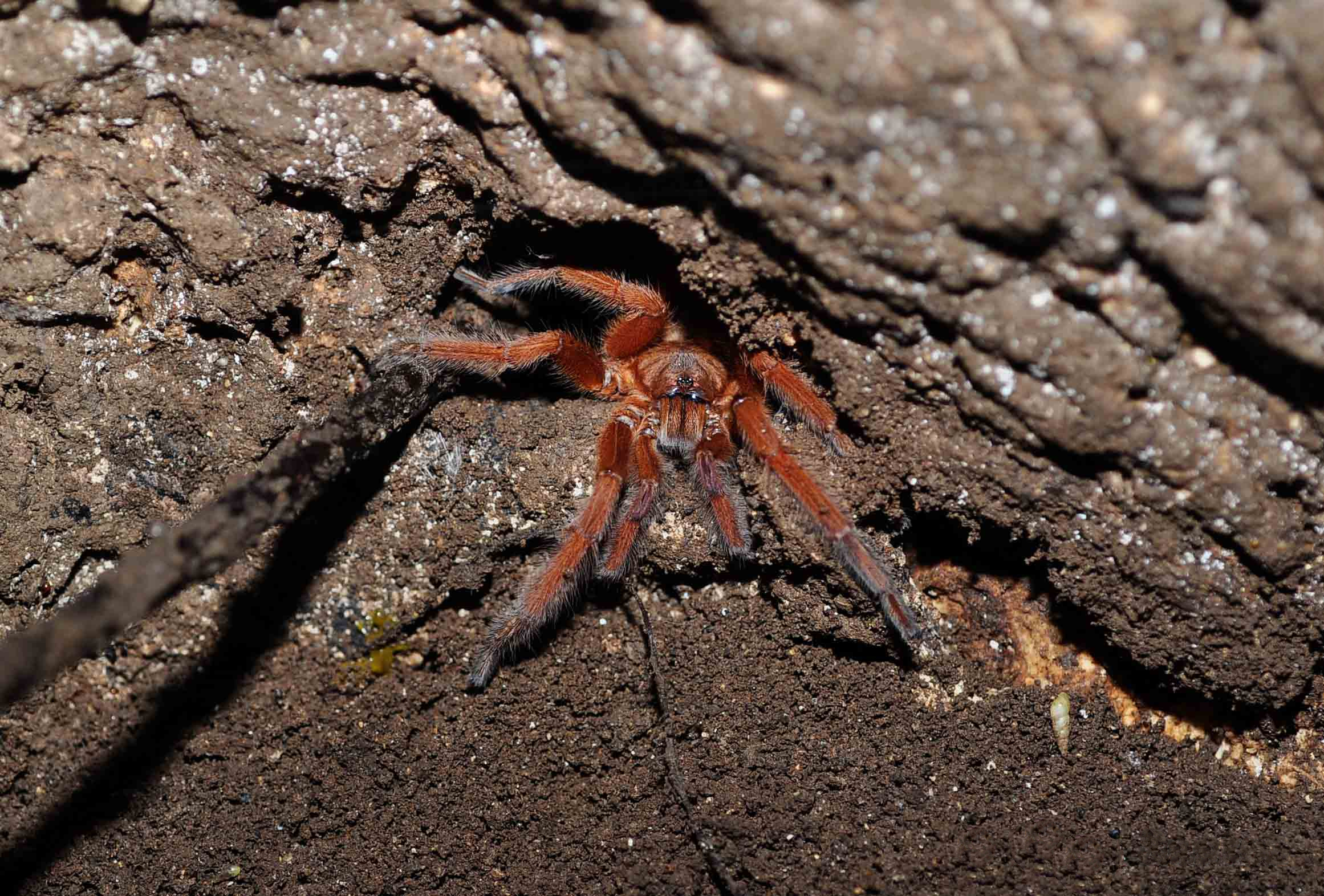
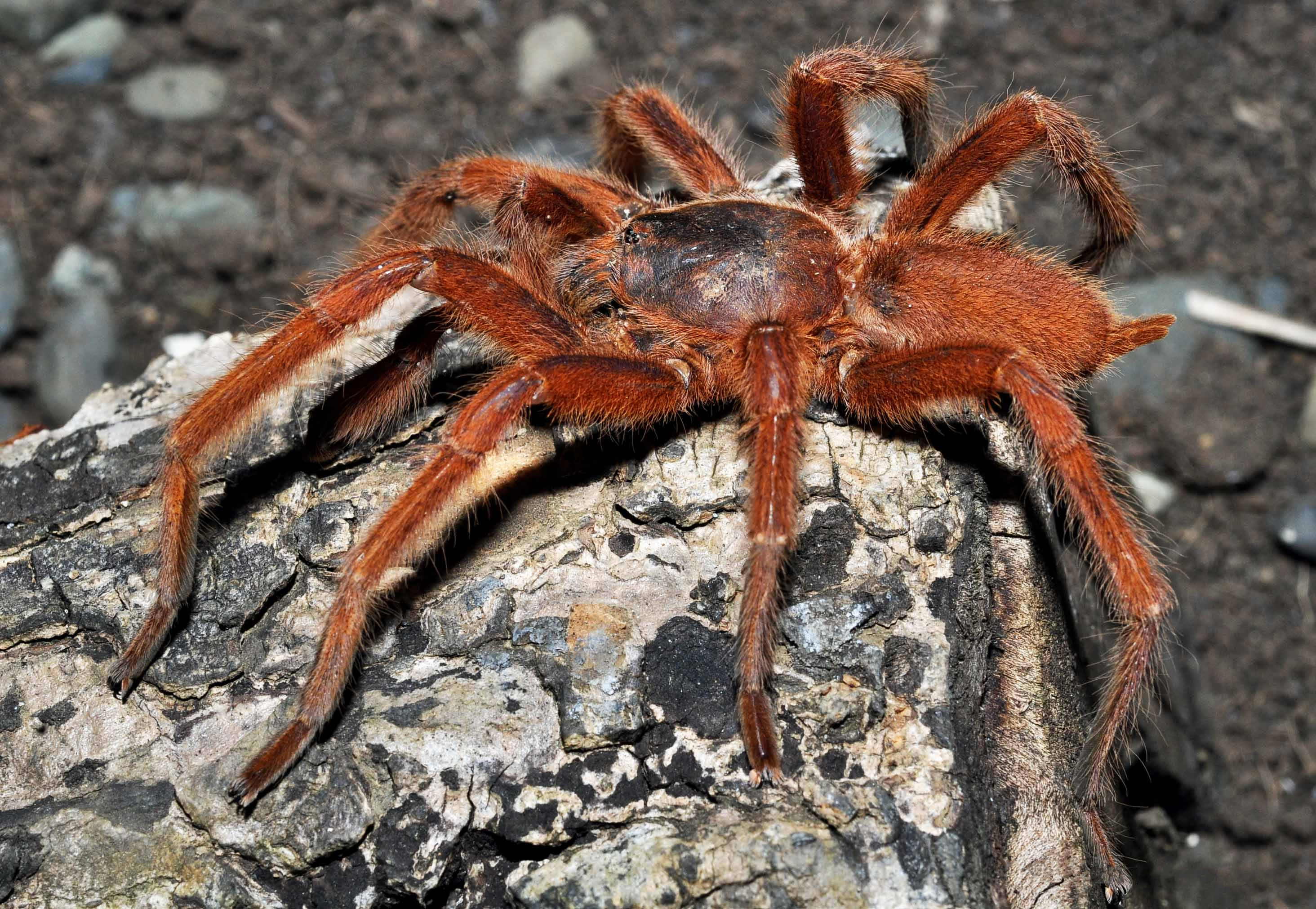